# Condado de Baldwin (Georgia)
El condado de Baldwin (en inglés: Baldwin County) es un condado en el estado estadounidense de Georgia. En el censo de 2000 el condado tenía una población de 44 700 habitantes. La sede de condado es Milledgeville. El condado forma parte del área micropolitana de Milledgeville.

## Historia
El condado fue formado a partir de parte de la tierra cedida por la Nación Creek en el Tratado de Fort Wilkinson en 1802. Esta tierra, ubicada al oeste del río Oconee, se convirtió en los condados de Baldwin y Wilkinson. El condado fue fundado oficialmente el 11 de mayo de 1803 por la Asamblea General de Georgia. El Tratado de Washington con los Creeks en 1805 trasladó la frontera del estado al río Ocmulgee. Un decreto legislativo en 1806 añadió esta tierra a ambos condados.
El 10 de diciembre de 1807, la Asamblea pasó un decreto que creó cuatro nuevos condados a partir del condado de Baldwin y expandió el área del condado hacia el oeste con tierra de los condados de Hancock y Washington. Los nuevos condados fueron Morgan, Jones, Putnam y el actual condado de Jasper, el cual fue originalmente nombrado condado de Randolph.
El condado fue nombrado en honor a Abraham Baldwin, uno de los firmantes de la Constitución de los Estados Unidos, un congresista y el primer presidente de la Universidad de Georgia.
La sede de condado, Milledgeville, fue la capital de Georgia entre 1804 y 1868.

## Geografía
Según la Oficina del Censo, el condado tiene un área total de 693 km² (268 sq mi), de la cual 669 km² (258 sq mi) es tierra y 23 km² (9 sq mi) (3,38%) es agua.

### Condados adyacentes
- Condado de Putnam (norte)
- Condado de Hancock (noreste)
- Condado de Washington (este)
- Condado de Wilkinson (sur)
- Condado de Jones (oeste)

## Autopistas importantes
- U.S. Route 441
- Ruta Estatal de Georgia 22
- Ruta Estatal de Georgia 24
- Ruta Estatal de Georgia 29
- Ruta Estatal de Georgia 49
- Ruta Estatal de Georgia 112
- Ruta Estatal de Georgia 212
- Ruta Estatal de Georgia 243

## Demografía
En el  censo de 2000, hubo 44 700 personas, 14 758 hogares, y 9843 familias residiendo en el condado. La densidad poblacional era de 173 personas por milla cuadrada (67/km²). En el 2000 había 17 173 unidades unifamiliares en una densidad de 66 por milla cuadrada (26/km²). La demografía del condado era de 54,17% blancos, 43,38% afroamericanos, 0,21% amerindios, 1,01% asiáticos, 0,01% isleños del Pacífico, 0,48% de otras razas y 0,74% de dos o más razas. 1,36% de la población era de origen hispano o latino de cualquier raza.
La renta promedio para un hogar del condado era de $35 159 y el ingreso promedio para una familia era de $42 736. En 2000 los hombres tenían un ingreso per cápita de $31 227 versus $22 718 para las mujeres. La renta per cápita para el condado era de $16 271 y el 16,80% de la población estaba bajo el umbral de pobreza nacional.

## Ciudades y pueblos
- Hardwick
- Midway-Hardwick
- Milledgeville

## Escuelas y universidades
- Georgia College & State University
- Georgia Military College
- Baldwin High School